# Felipe de Ugarte
Felipe de Ugarte y Lambert de Sainte Croix (San Sebastián, 2 de abril de 1916-1988) fue un militar, funcionario y político español, alcalde de San Sebastián durante el régimen franquista.

## Biografía
Comenzó el bachillerato en su ciudad natal, terminándolo en París, donde vivió con su familia varios años. Comenzó estudios de Derecho e Ingeniería, pero los interrumpió por la guerra de 1936 sin llegar nunca a finalizarlos.  
Ingresó como voluntario en el ejército del bando nacional al inicio de la guerra, que acabó alcanzado el grado de teniente provisional de Artillería. Siguió en el Ejército tras finalizar la guerra y llegó a teniente coronel, diplomado de Estado Mayor, y obtuvo por oposición un puesto de funcionario del Ministerio de Información y Turismo, pasando a la reserva.  
En 1953 fue nombrado Delegado Provincial en Guipúzcoa del Ministerio de Información y Turismo, cargo que ocupó durante más de 3 lustros. En ese cargo fue el máximo responsable de controlar los medios de información en Guipúzcoa y ejercer eventualmente la censura, así como responsable del fomento del turismo; siendo una persona influyente dentro del Movimiento a escala local.  

### Alcalde de San Sebastián (1969-74)
A propuesta del gobernador civil fue designado alcalde de San Sebastián en junio de 1969, como sucesor de Miguel Muñoa Caresson.
Entre las actuaciones que desarrolló al frente del Ayuntamiento, firmó la venta de la Compañía Telefónica Municipal de San Sebastián (1970); aprobó el derribo del edificio del antiguo Casino Gran Kursaal (1972); compró el Palacio de Miramar, con todas sus pertenencias y terrenos a don Juan de Borbón (1973) y autorizó la demolición de la Plaza de Toros del Chofre.
Como alcalde le tocó vivir buena parte de la agitación política de los últimos años del franquismo, incluyendo el Proceso de Burgos (diciembre de 1970) o el Asesinato de Carrero Blanco por ETA (diciembre de 1973).  En 1974, siendo  fue nombrado gobernador civil de Álava y sustituido en su cargo como alcalde.
Fue elegido procurador en las Cortes franquistas durante la X Legislatura (1971-77) como representante de la administración local de Guipúzcoa, en virtud de su cargo como alcalde de la capital y principal población de la provincia.  Cesó como procurador el  25 de junio de 1974 sustituido por Fernando de Otazu, una vez que había dejado de ser alcalde.

### Gobernador civil  de Álava y Vizcaya (1974-76)
El 8 de febrero de 1974 Felipe de Ugarte fue nombrado gobernador civil y jefe provincial del Movimiento en Álava. Desde ese cargo se le puede considerar como un primer precursor en la formación de una red de centros cívicos o casas de cultura en los barrios de Vitoria, o al menos uno de los primeros cargos locales en lanzar esa idea públicamente.
A finales de diciembre de 1975 cesó como gobernador civil de Álava y pasó a ocupar el cargo el cargo equivalente en Vizcaya. Sin embargo solo estuvo 8 meses en este cargo, hasta el 11 de agosto de 1976 cuando fue sustituido por José Antonio Zarzalejos Altares como gobernador civil. Adolfo Suárez había sido elegido presidente del gobierno por el rey Juan Carlos I solo un mes antes y procedió a sustituir a un buen número de gobernadores civiles por otros más afines a sus planes reformistas. Durante su mandato de 8 meses como gobernador civil de Vizcaya, ETA-m asesinó al alcalde de Galdácano y al jefe del Movimiento en Basauri. También murió un guardia civil electrocutado al retirar una ikurriña-trrampa en Baracaldo. 
La figura de Felipe de Ugarte, que contaba con 60 años de edad, desaparece de la vida política a partir de ese momento.